# Gaohu (köpinghuvudort i Kina, Zhejiang Sheng, lat 28,34, long 120,22)
Gaohu (kinesiska: 高湖, 高湖镇) är en köpinghuvudort i Kina. Den ligger i provinsen Zhejiang, i den östra delen av landet, omkring 210 kilometer söder om provinshuvudstaden Hangzhou. Antalet invånare är 10 725. Befolkningen består av 5 089 kvinnor och 5 636 män. Barn under 15 år utgör 23,0 %, vuxna 15-64 år 63 %, och äldre över 65 år 12,0 %.
Runt Gaohu är det ganska tätbefolkat, med 134 invånare per kvadratkilometer. Närmaste större samhälle är Chuanliao, 8,7 km söder om Gaohu. I omgivningarna runt Gaohu växer i huvudsak blandskog.
Genomsnittlig årsnederbörd är 2 331 millimeter. Den regnigaste månaden är juni, med i genomsnitt 383 mm nederbörd, och den torraste är januari, med 67 mm nederbörd.